# تکامسه (ایندیانا)
تکامسه (به انگلیسی: Tecumseh) یک منطقهٔ مسکونی در ایالات متحده آمریکا است که در شهرستان ویگو، ایندیانا واقع شده‌است. تکامسه ۱۷۰ متر بالاتر از سطح دریا واقع شده‌است.